# Cambridge Bay
Cambridge Bay (engelsk: Cambridge Bay, inuktitut: Iqaluktuttiaq ᐃᖃᓗᒃᑑᑦᑎᐊᖅ) er en kommune med 1.477 indbyggere (2006) og regionshovedstad i Region Kitikmeot, Nunavut, Canada. Byen har 1.147 indbyggere (2006). Byen er opkaldt efter Prins Adolphus, hertug af Cambridge på engelsk, mens den på inuktitutisk hedder Iqaluktuttiaq, der betyder "godt område for fiskeri". Byen ligger på Kitlineq (Victoria Island).